# Perfect Velvet
《Perfect Velvet》(퍼펙트 벨벳)은 대한민국의 걸 그룹 레드벨벳의 두 번째 정규 음반으로, SM 엔터테인먼트가 2017년 11월 17일 발매하였다. 타이틀곡은 〈피카부 (Peek-A-Boo)〉이다. 《Perfect Velvet》은 《The Red》 이후 2년 3개월만의 정규 음반이며, 2016년 3월 발매된 두 번째 미니 앨범 《The Velvet》에 이어 벨벳 컨셉트에 초점을 맞춘 그룹의 두 번째 음반이다.
이 음반은 그룹의 음악적 실험과 미래 지향적 사운드에 중점을 두어, 한국을 비롯한 여러 국가에서 긍정적인 평가를 받았다. 그룹은 이 음반을 통해 바로 전에 발매한 《The Red Summer》와는 다른 정체성과 색깔, 다재다능하고 다양한 음악과 스타일을 선보이고, 대한민국의 걸 그룹과 일반 아이돌 사이의 고정관념을 깨뜨리며 가수로서의 성장을 과시해 찬사를 받았다.
《Perfect Velvet》은 가온 앨범 차트에서 2위로 데뷔하였고, 빌보드 월드 앨범 차트에서는 같은 해 《Rookie》와 《The Red Summer》에 이은 세 번째 1위를 차지하며 상업적으로도 성공을 거두었다. 또한, 케이팝 걸 그룹 중 차트에서 네 번째로 가장 많은 1위 음반을 가지고 있으며, 모든 케이팝 활동 중 가장 많은 1위로 타이를 이루고 있다. 음반은 탑 히트시커 차트에서 3위에 올랐는데, 첫 번째 음반이 5위로 진입한 이래 가장 높은 순위이다.
2018년 1월 29일에는 리패키지 음반 《The Perfect Red Velvet》를 발매하며 타이틀곡 〈Bad Boy〉와 뮤직 비디오를 공개하였다.

## 수록곡
| #            | 제목                                | 작사              | 작곡                                              | 편곡  | 재생 시간 |
| ------------ | ----------------------------------- | ----------------- | ------------------------------------------------- | ----- | --------- |
| 1.           | 〈피카부 (Peek-A-Boo)〉             | Kenzie            | Cazzi Opeia, Ellen Berg Tollbom                   | 3:09  |           |
| 2.           | 〈봐 (Look)〉                       | SUMIN(수민), 진보 | Daniel Obi Klein, Charli Taft, 진보, SUMIN(수민)  | 4:06  |           |
| 3.           | 〈I Just〉                          | 김부민            | Hitchhiker, 김부민, Aventurina King, John Fulford | 3:08  |           |
| 4.           | 〈Kingdom Come〉                    | 이스란            | Stereotypes, 디즈, Ylva Dimberg                   | 3:30  |           |
| 5.           | 〈두 번째 데이트 (My Second Date)〉 | 전간디            | James Wong, Sidnie Tipton, Sophie Stern           | 3:14  |           |
| 6.           | 〈Attaboy〉                         | Kenzie            | Kenzie, Stereotypes, Ylva Dimberg                 | 3:16  |           |
| 7.           | 〈Perfect 10〉                      | 조윤경            | Daniel Obi Klein, Charli Taft, 디즈               | 3:29  |           |
| 8.           | 〈About Love〉                      | 1월 8일           | RE:ONE, Davey Nate                                | 3:26  |           |
| 9.           | 〈달빛 소리 (Moonlight Melody)〉    | 이주형(MonoTree)  | 이주형(MonoTree), 권덕근                          | 3:40  |           |
| 총 재생 시간 | 총 재생 시간                        | 총 재생 시간      | 총 재생 시간                                      | 30:58 |           |